# Regiones di 951 Gaspra
Segue una lista delle regiones presenti sulla superficie di 951 Gaspra. La nomenclatura di Gaspra è regolata dall'Unione Astronomica Internazionale; la lista contiene solo formazioni esogeologiche ufficialmente riconosciute da tale istituzione.
Le regiones di Gaspra portano i nomi dello scopritore dell'asteroride e dei responsabili del progetto della sonda Galileo.
Sono tutti stati identificati durante il sorvolo ravvicinato della sonda Galileo, l'unica ad avere finora raggiunto Gaspra.

## Prospetto
| Regio         | Eponimo                                                                          | Latitudine | Longitudine | Diametro |
| ------------- | -------------------------------------------------------------------------------- | ---------- | ----------- | -------- |
| Dunne Regio   | James Dunne - Responsabile della pianificazione del progetto Galileo.            | 15° N      | 15° W       | n.d.     |
| Neujmin Regio | Grigorij Nikolaevič Neujmin - Astronomo russo (1885-1946). Scopritore di Gaspra. | 2° N       | 80° W       | n.d.     |
| Yeates Regio  | Clayne Yeates - Responsabile del progetto Galileo.                               | 65° N      | 75° W       | n.d.     |